# Lang-Göns
Lang-Göns ist ein Ortsteil der Gemeinde Langgöns im mittelhessischen Landkreis Gießen. In Unterscheidung zum Gemeindenamen wird der Ortsname in zwei Wörtern mit Bindestrich geschrieben.

## Geographie

### Geographische Lage
Lang-Göns liegt auf dem Übergang der nördlichen Wetterau zum Lahntal im Südzipfel des Gießener Beckens. Der Ort ist 10 km südlich von Gießen und 10 km nördlich von Butzbach gelegen. Durch den Ort fließt der Gönsbach, ein rechter Nebenfluss des Kleebachs, der beim Langgönser Ortsteil Espa entspringt. Die Gemarkung gehört zum Großen-Lindener Hügelland, das von Gebirgen umgeben ist: im Südwesten der Taunus, im Nordwesten der Westerwald, im Norden das Hessische Bergland und im Osten der Vogelsberg. Im Süden erstrecken sich die flachen Ausläufer der Wetterau.
Der Ort liegt an der historischen Wein- oder Wagenstraße („Mainzer Straße“), die von Mainz nach Paderborn führte und in früheren Zeiten eine der wichtigsten Verbindungen zwischen Süd- und Norddeutschland bildete. Zudem verlief in west-östliche Richtung eine Straße durch Lang-Göns, auf der Truppen bei Grüningen auf die Heerstraße gelangten. Heute ist der Ort durch mehrere Landstraßen, einen Autobahnanschluss und einen Bahnhof an der Main-Weser-Bahn von Frankfurt am Main nach Gießen verkehrstechnisch gut erschlossen.

### Flächennutzung
| Nutzung                  | Fläche in ha |
| ------------------------ | ------------ |
| Gebäude- und Freiflächen | 134,0        |
| Mischnutzung             | 47,2         |
| Betriebsflächen          | 8,5          |
| Erholungsflächen         | 12,9         |
| Verkehrsflächen          | 162,9        |
| Landwirtschaftsflächen   | 729,9        |
| Wasserflächen            | 7,1          |
| Waldflächen              | 362,8        |
| Flächen anderer Nutzung  | 34,8         |
| Gesamtfläche             | 1.500,1      |

Die Flächennutzungstabelle macht den hohen Anteil der Landwirtschaftsflächen im Ortsteil Lang-Göns von 48,7 Prozent deutlich. Er macht fast ein Drittel der landwirtschaftlichen Fläche der gesamten Gemeinde aus und liegt über dem Landesdurchschnitt von 42 %. Hingegen ist in allen anderen Ortsteilen der Anteil an Waldflächen höher. Er liegt mit 24,1 % deutlich unter dem landesweiten Durchschnitt von 40,1 %. Die Gebäude- und Freiflächen zum Wohnen sind mit 134 Hektar fast so hoch wie in allen anderen Ortsteilen zusammen.

## Geschichte

### Ur- und Frühgeschichte
Archäologische Funde belegen eine Besiedlung der Gegend durch Steinzeitbauern (um 3000 v. Chr.) und Hüttenstellen am Hochelheimer Pfad, östlich von Lang-Göns, aus der Mittleren Bronzezeit (1600 bis 1200 v. Chr.). Andere Stämme drangen um 1200 v. Chr. in den Raum vor, um 900 v. Chr. Bauern aus der Hallstattzeit, die im Wehrholz Funde aus der älteren Eisenzeit hinterließen (um 800 bis 475 v. Chr.). Die Kelten mischten sich im 6. Jahrhundert v. Chr. mit der hiesigen Bevölkerung. Andere germanische Stämme gerieten um 100 v. Chr. mit den Römern im Konflikt, die von den Chatten aus dem Norden und Osten verdrängt wurden. Nach dem Zerfall des römischen Reiches wurde das Gießener Becken Teil des fränkischen Reiches.

### Mittelalter
Erstmals urkundlich erwähnt wurde die Mark in einer Urkunde des Klosters Lorsch am 19. Januar 777, und zwar als Gunniser Marca. In der Folgezeit wurde der Ort unter den folgenden Namen genannt (in Klammern das Jahr der Erwähnung): in Gunnesheimer (Gunnoser) marca (779 (?)), in Gunnissere (Gunusser) marca (789), in villa Gunnissen (817), de Langengunsne (1233), de Langengunse (1233) und in Langengunse (1242). Der Name ist in seiner Bedeutung nicht eindeutig geklärt. Er leitet sich von dem Gewässernamen Gönsbach ab, der durch den Ort fließt. Das Suffix -issa in Ortsnamen bezeichnet eine Zugehörigkeit zum Basiswort Gunn-. Möglich ist für die Basis eine -n-Erweiterung der indogermanischen Wurzel *g̑heu „fließen/gießen“ oder von *gus-na „Flut“, die sich zum Althochdeutschen gusi „Flut, Überschwemmung“ entwickelt hat.
Vom 8. bis 11. Jahrhundert waren die vier Gönsorte (Lang-Göns, Kirch-Göns, Pohl-Göns und Ebersgöns) nach den Herren von Göns als Gunse bekannt. Vom 12. bis 16. Jahrhundert ist das Geschlecht derer von Göns mit 35 Vertretern nachweisbar, die in Kirch-Göns ihren Stammsitz hatten. Erster nachgewiesener Name ist Bernhardus de Gunesse, der 1129 als Zeuge bei der Stiftung von Kloster Schiffenberg auftrat. Die Ritter von Göns gehörten zum niederen Landadel und waren meist Burgmannen. Im Wappen trugen sie zwei gekreuzte Schwerter. Der letzte männliche Nachfahre, Johann Ernst von Göns, starb 1587 in Kinzenbach. Die langgestreckte und bevölkerungsreichste Siedlung der Mark erhielt den Namen Langengunse. Im Heiligsprechungsverfahren für Elisabeth von Thüringen wurde 1235 eine Mehthildis de Langengunsne genannt – die Ersterwähnung von Lang-Göns. Keimzelle des alten Ortes war das Gebiet am „Alten Stück“, das bis ins 13. Jahrhundert westlich über den „Niederhof(en)“ und den Schmittgraben bis zur Großen-Lindener Straße hin und südlich um die Breitgasse, Pinggasse und Moorgasse vergrößert wurde. Der Schmittgraben erhielt seinen Namen vermutlich von Konrad Schmit, der zu Beginn des 14. Jahrhunderts seinen Besitz an die Klöster verkaufte. Verschiedene „Pinggässer“ werden 1313, 1326 und 1328 in Urkunden der Klöster Schiffenberg und Arnsburg erwähnt, die „Brei(t)gasse“ erstmals 1470 urkundlich genannt.

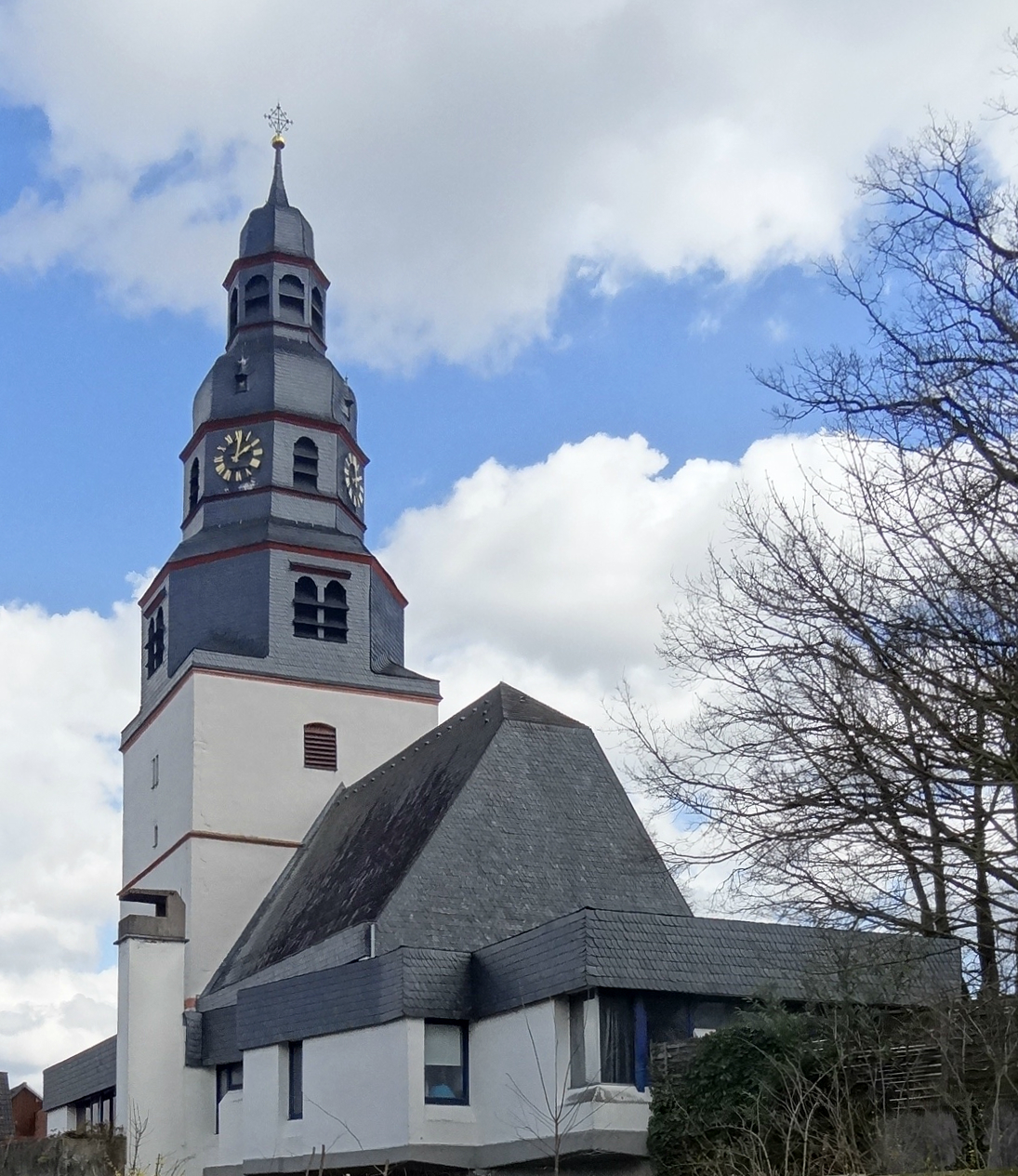
Evangelische Jakobuskirche

Kirchlich war die Gönser Mark im Mittelalter dem Dekanat Wetzlar und Archidiakonat St. Lubentius Dietkirchen im Bistum Trier zugeordnet. Wahrscheinlich wurde die Lang-Gönser Gemeinde mit 21 anderen Dörfern ursprünglich von der Mutterkirche in Großen-Linden versorgt. Hier fand auch das Sendgericht statt. Später wurde Lang-Göns Filialkirche von Kirch-Göns. Aufgrund des Ortsnamens wird angenommen, dass Kirch-Göns zur ältesten Ortschaft der Göns-Gemeinden gehörte. In hochmittelalterlicher Zeit stand die Kirch-Gönser Kuratkapelle kirchenrechtlich zwischen einer Filial- und einer Pfarrkirche und hatte überörtliche Funktion inne. Im 13. Jahrhundert wurde Lang-Göns zur selbstständigen Pfarrei erhoben. Eine nicht erhaltene Urkunde von 1220 berichtet von einer ersten Kapelle in „villa Günße“, die Junker Hildericus auf seinen Eigengütern errichtete und für die ein Vorgängerbau angenommen wird. Namenspatron der Kirche war der heilige Jakobus der Ältere, der auf einem spätgotischen Steinrelief mit seinen Attributen Wanderstab und Muschel dargestellt wird.
Am Ende des Mittelalters besaß Lang-Göns drei Windmühlen: die Moorgässer Mühle, die Lochermühle und die Mühle auf dem Scheidfeld. Letztere stellte 1914 ihren Betrieb ein. Die baufällige Lochermühle wurde Mitte der 1970er Jahre abgerissen.
Territoriale Zugehörigkeit
Politisch unterstand das Hüttenberger Land im 13. und zu Beginn des 14. Jahrhunderts den Merenbergern. Das Amt Hüttenberg war später ein Kondominat zwischen den Grafen von Nassau und der Landgrafschaft Hessen bzw. der Landgrafschaft Hessen-Darmstadt. Es umfasste zunächst 20 Dörfer. Die Landesherren lösten das Kondominat in zwei Schritten 1595 und 1703 auf und gliederten je einen Teil der Dörfer dem eigenen Herrschaftsbereich ein. Lang-Göns gehörte nach der Teilung zum hessischen Amt Hüttenberg. Zwischen 1452 und 1821 war Lang-Göns Hauptsitz sowohl des kondominalen als später auch des hessischen Amtes Hüttenberg.
1803 fasste die Landgrafschaft Hessen-Darmstadt ihre nördlich des Mains gelegenen Gebiete in dem Fürstentum Oberhessen (später: Provinz Oberhessen) zusammen, wo nun auch Lang-Göns lag. 1806 wurde die Landgrafschaft zum Großherzogtum Hessen. Dieses führte 1821 eine Verwaltungsreform durch, in der das Amt Hüttenberg aufgelöst wurde. Übergeordnete Verwaltung war nun der Landratsbezirk Gießen, zuständiges Gericht das Landgericht Gießen.

### Frühe Neuzeit
Mit Einführung der Reformation in den 1530er Jahren wechselte Lang-Göns zum evangelischen Bekenntnis. Von einem großen Brand im Jahr 1546 war auch das Langhaus der Kirche betroffen, das 1568 abermals abbrannte und wieder aufgebaut wurde. In der zweiten Hälfte des 16. Jahrhunderts erhielt Lang-Göns eine eigene Schule, an der bis zum Jahr 1738 fast ausschließlich junge Theologen ausgebildet wurden.
In der Nacht vom 10. auf den 11. Mai 1690 fielen 153 Gebäude dem großen Dorfbrand zum Opfer. Von der Kirche brannten der obere Teil des gotischen Spitzhelms und das Kirchendach vollständig ab.
Nach der politischen Teilung des Hüttenbergs im Jahr 1703 wurde Lang-Göns der Landgrafschaft Hessen-Darmstadt zugeschlagen. Am 2. Juni 1775 wurde dem Ort das Marktrecht verliehen. Krämermärkte wurden nicht durchgeführt, wohl jedoch die Viehmärkte über Pfingsten und im Herbst. Da Lang-Göns an einem Zuweg zu einer Heerstraße (Bernckheimer Weg) gelegen war, hatte es mehrfach unter durchziehenden Truppen zu leiden, so auch im Siebenjährigen Krieg und nach der Französischen Revolution. Vorspanndienste, Einquartierungen und Plünderungen standen auf der Tagesordnung. Von 1792 bis 1798 und von 1808 bis 1815 waren in einem bestimmten Bauernhaus 815 Mann und 131 Pferde zu beherbergen.

### Neuzeit
Das Ende der Leibeigenschaft war im Jahr 1811 besiegelt. Mit Einführung der neuen hessischen Verfassung im Jahr 1821 trat ein Gemeinderat mit einem gewählten Bürgermeister an die Stelle der früheren Ortsvorstände und des Schultheißen. Der Gemeinderat bestand einschließlich Bürgermeister und einem Beigeordneten aus elf Personen und ernannte einen Rechner. Das Rathaus wurde im Jahr 1805 neben der Kirche gebaut und verfügte über einen Schulsaal. Ein Brand am 24. August 1819 vernichtete 119 Gebäude. In den Jahren 1822 und 1842 hatte der Ort unter schweren Missernten zu leiden. Die Mäuseplage und Dürre im Jahr 1822 führten dazu, dass die Hälfte des Eichenbestandes aus dem Losholz versteigert und der Erlös an die Ortsbürger verteilt wurde. 50.000 Mäuse wurden in der Gemarkung gefangen. 1830 beschrieb der großherzogliche Geometer Georg Wilhelm Justin Wagner Lang-Göns wie folgt: „Der Ort hat 196 Häuser und 1151 Einwohner, die außer 2 Katholiken, 5 Mennoniten und 30 Juden evangelisch sind.“ Die beiden Katholiken waren das Ehepaar Clara geb. Herold und Ferdinand von Ritgen. Professor Ritgen erwarb das abgebrannte Amthaus, nachdem das Gericht im Jahr 1821 aufgehoben wurde, und erweiterte das Grundstück durch Ankauf von Land. Sein Sohn Hugo von Ritgen erbaute es wieder. 1868 erfolgte der Verkauf an die Gemeinde für 40.000 Gulden.
Im Jahr 1838 wurde an der Schule eine zweite Lehrerstelle eingerichtet, nachdem über einen Zeitraum von fast drei Jahrhunderten ein Lehrer die gesamte Schule mit zeitweise mehr als 200 Schülern verwaltet hatte. Die Lehrer dienten in der Kirche als Vorsänger und waren teils auch Glöckner und Organisten. Am 28. November 1844 wurde in der Neugasse ein Schulhaus eingeweiht. 1865 wurde eine dritte Stelle eingerichtet, als die Schülerzahl auf 280 angewachsen war. Dank einer vierten Stelle konnte ab 1900 erstmals in vier Klassen unterrichtet werden. Ein neues Schulhaus am Ende der Obergasse wurde am 5. Mai 1901 seiner Bestimmung übergeben. Eine Industrieschule (eine Art Berufsschule) entstand im Jahr 1846, eine Fortbildungsschule nach 1875. Beide wurden in den 1920er Jahren aufgehoben. Eine 1892 gegründete Kleinkinderschule, die von der evangelischen Kirchengemeinde getragen wurde, kam im Rathaus unter.
Zwischen 1848 und 1880 wurde in Lang-Göns Bergbau betrieben und nach Eisenerz und Braunstein geschürft. Die Gemeinde stellte für je ein Jahr Mutungs- oder Schürfscheine aus, in der Regel immer wieder verlängert werden konnten. Briel und Rosenberg, zwei Gießener Hofgerichts-Advokaten, erhielten als erste das Schürfrecht, Briel an der „Läusbach“ und in der „Jungen Mark“, Rosenberg im „Wehrholz“. Ab den 1850er Jahren betrieben weitere Personen aus Philippstein, Hirzenhain, Biedenkopf, Butzbach, Laubach, Lollar und Großen-Linden den Bergbau in den verschiedensten Fluren der Gemeinde. Aus Lang-Göns schürften der Beigeordnete Rompf, Johann Henrich, Bürgermeister Anton Henrich und A. Artus in den Bezirken „Hüttenberg“ und „Ochsenharb“. Für die seit 1854 betriebene Grube „Georgs Hoffnung“, die 224 hessischen Morgen umfasste, erwirkte der Schuhmacher Georg Kaiser aus Butzbach nach vielen Widerständen im Jahr 1863 die Genehmigung für eine Erzwäsche.

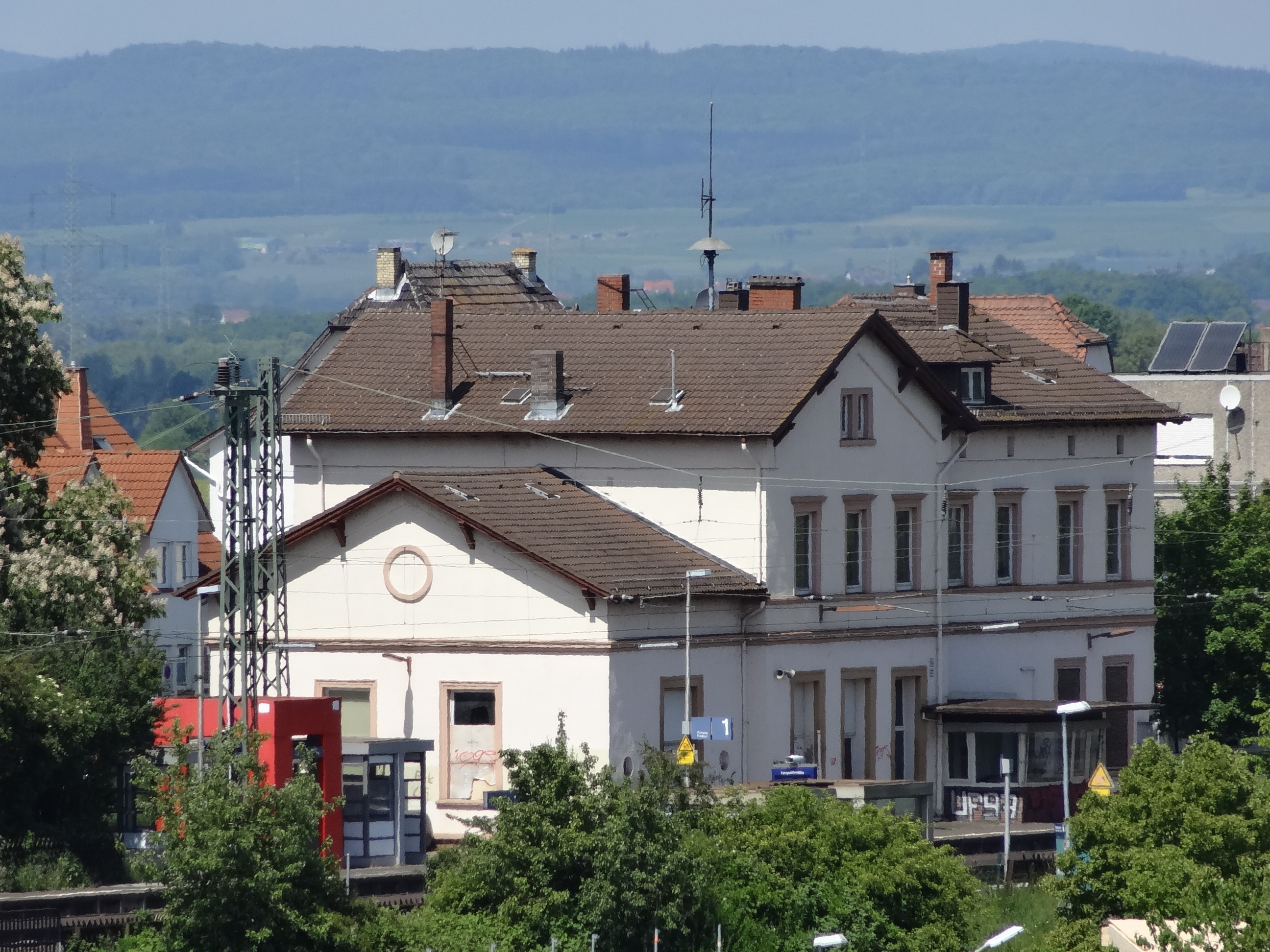
Lang-Gönser Bahnhof von 1879

Am 6. Februar 1845 wurde der Vertrag über den Anschluss an die Main-Weser-Bahn von Frankfurt bis Kassel geschlossen, der mehrjährige Planungen nach sich zog. Die Tonablagerungen zwischen Lang-Göns und Gießen, die Rutschungen verursachen konnten, stellten vor technische Herausforderungen. Die Missernte 1846 und die wirtschaftlichen Folgen des Revolutionsjahrs 1848 führten schließlich zur Unterbrechung der Bauarbeiten. Am 1. Mai 1851 wurde Lang-Göns Kopfbahnhof Richtung Süden. Die Einweihung des fehlenden Teilstücks Richtung Gießen erfolgte am 15. Mai 1852. Das zweite Gleis wurde 1863–1865 verlegt. Infolge der Erschließung erlebte der Ort ein wirtschaftliches Wachstum und einen Anstieg der Bevölkerung. Ab 1854 wurden wieder drei Viehmärkte abgehalten. Der Viehmarkt im Rahmen des Pfingstmarktes entwickelte sich im 19. Jahrhundert zu den größten in Westdeutschland, der Tausende von Besuchern anlockte. Im Jahr 1851 wurden über 500 Kühe, 1852 über 600 und 1853 über 700 Kühe aufgetrieben. In der zweiten Hälfte des 19. Jahrhunderts wanderten bis zu 100 Lang-Gönser nach Amerika aus.
Wegen der dreimal jährlich stattfindenden Viehmärkte siedelten sich im letzten Viertel des 18. Jahrhunderts einige Juden an, deren Anzahl im Jahr 1830 auf 30 Personen anstieg. Am 30. März 1866 wurde eine jüdische Kultgemeinde in Lang-Göns gegründet, zu der auch die Juden aus Kirch-Göns und Pohl-Göns gehörten. Nachdem die meisten von ihnen Ende des 19. Jahrhunderts aufgrund von Antisemitismus abgewandert waren, wohnten in Lang-Göns im Jahr 1905 noch sieben und 1932/1933 zwölf Juden. Das Bethaus befand sich im hinteren Teil eines Fachwerkhauses in der Moorgasse 2 und wurde während der Novemberpogrome 1938 zerstört. Bis 1884 wurde der jüdische Friedhof in Großen-Linden benutzt, danach ein eigener jüdischer Friedhof „Am alten Stück“ angelegt.
Im Jahr 1939 hatte Lang-Göns 1999 Einwohner und gehörte zum Landkreis Gießen. Am 2. Februar 1945 wurden der Lang-Gönser Bahnhof von Flugzeugen angegriffen und eine Reihe von Wohnhäusern durch Bomben zerstört, wobei einige Einwohner getötet wurden. Drei amerikanische Flieger, die am 2. März 1945 am Flugplatz an der Niederkleener Straße gelandet waren, wurden von Polizeimeister Engel erschossen. Amerikanische Truppen zogen am 29. März 1945 in Lang-Göns ein. Engel wurde in Großen-Linden verhaftet und den russischen und polnischen Zivilarbeitern in Lang-Göns ausgeliefert, die ihn daraufhin umbrachten. Eine Untersuchung der Vorfälle durch einen amerikanischen Oberleutnant im September und Oktober 1945 führte zu mehreren Verhaftungen. Sie fand ihren Abschluss in einer Gerichtsverhandlung vom 5. bis 13. Dezember 1946 in Dachau vor einem amerikanischen Militärgericht. Der Zweite Weltkrieg kostete 129 Lang-Gönsern das Leben, 62 weitere Personen gelten als vermisst. Nach dem Weltkrieg kamen schlesische Flüchtlinge sudetendeutsche Heimatvertriebene und in einige Banater Schwaben nach Lang-Göns. Durch den starken Zuzug von Katholiken entstand in der Folge Lang-Göns wieder eine katholische Gemeinde, die sich 1955 mit St. Josef ein eigenes Gotteshaus schuf.
Lang-Göns verfügte jahrhundertelang über drei Gemeindebackhäuser in der Schiller- und Moorgasse, die sogar von den Bäckern genutzt wurden. Der Betrieb des letzten Backhauses wurde 1952 eingestellt, da Bäcker die Funktion übernahmen.

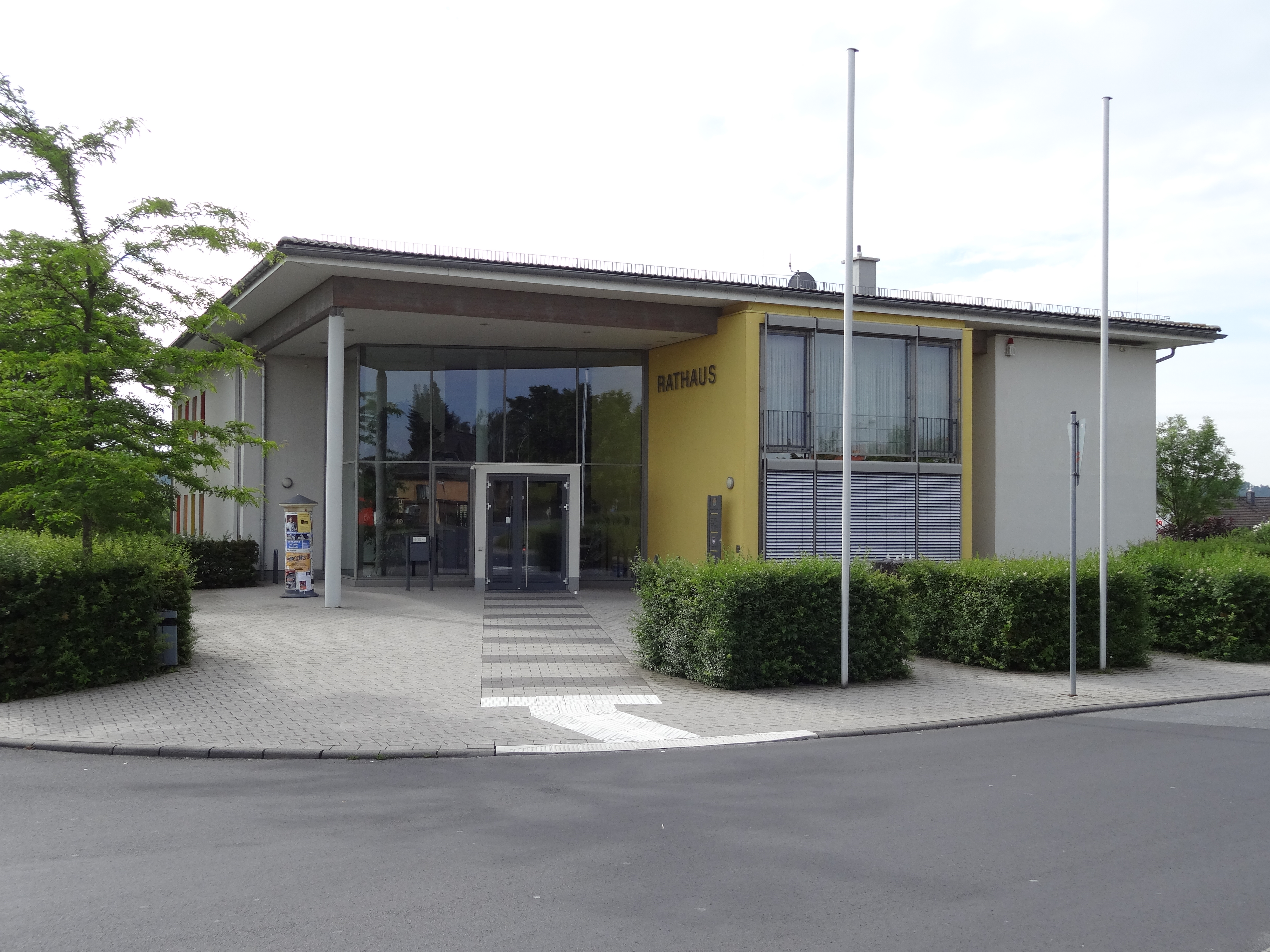
Neues Rathaus von 2001

Hessische Gebietsreform (1970–1977)
Im Zuge der Gebietsreform in Hessen wurde die bis dahin selbständige Gemeinde Lang-Göns zum 1. Januar 1977 mit vier weiteren Gemeinden des damaligen ehemaligen Landkreises Wetzlar durch das Gesetz zur Neugliederung des Dillkreises, der Landkreise Gießen und Wetzlar und der Stadt Gießen zur neuen Großgemeinde Langgöns zusammengeschlossen. Für die nach Langgöns eingegliederten Gemeinden wurde je ein Ortsbezirk gebildet. Als Verwaltungssitz wurde der Ortsteil Lang-Göns festgelegt.
Seit 1986 findet der Lang-Gönser Weihnachtsmarkt traditionell am zweiten Adventswochenende statt. Das neue Rathaus wurde im Jahr 2001 fertiggestellt, im Jahr 2010 das neu erbaute Feuerwehrhaus der Freiwilligen Feuerwehr Langgöns eingeweiht.

### Verwaltungs- und Rechtsgeschichte
Lang-Göns gehörte zum Gebiet des Gemeinen Rechts, das hier ohne die Überlagerung von Partikularrecht galt. Dieses behielt seine Geltung auch während der Zugehörigkeit zum Großherzogtum Hessen im 19. Jahrhundert, bis es zum 1. Januar 1900 von dem einheitlich im ganzen Deutschen Reich geltenden Bürgerlichen Gesetzbuch abgelöst wurde.
Die folgende Liste zeigt im Überblick die Staaten und Verwaltungseinheiten, denen Lang-Göns angehört(e):
- ab 14. Jahrhundert: Heiliges Römisches Reich, Amt Hüttenberg (Kondominium: Grafschaft Nassau und  Landgrafschaft Hessen)
- ab 1567: Heiliges Römisches Reich,  Amt Hüttenberg (Kondominium: Grafschaft Nassau und Landgrafschaft Hessen-Marburg)[48]
- 1604–1648: hessischer Anteil strittig zwischen Landgrafschaft Hessen-Darmstadt und Landgrafschaft Hessen-Kassel (Hessenkrieg)
- ab 1604: Heiliges Römisches Reich, Amt Hüttenberg (Kondominium: Grafschaft Nassau-Weilburg und Landgrafschaft Hessen-Darmstadt)
- ab 1703: Heiliges Römisches Reich, Landgrafschaft Hessen-Darmstadt (durch Teilungsvertrag), Oberfürstentum Hessen, Amt Hüttenberg[49]
- ab 1806: Großherzogtum Hessen,[Anm. 2] Oberfürstentum Hessen, Amt Hüttenberg[50][51]
- ab 1815: Großherzogtum Hessen, Provinz Oberhessen, Amt Hüttenberg[52]
- ab 1821: Großherzogtum Hessen, Provinz Oberhessen, Landratsbezirk Gießen[53][Anm. 3]
- ab 1832: Großherzogtum Hessen, Provinz Oberhessen, Kreis Grünberg
- ab 1837: Großherzogtum Hessen, Provinz Oberhessen, Kreis Gießen
- ab 1848: Großherzogtum Hessen, Regierungsbezirk Gießen
- ab 1852: Großherzogtum Hessen, Provinz Oberhessen, Kreis Gießen
- ab 1867: Norddeutscher Bund,[Anm. 4] Provinz Oberhessen, Kreis Gießen
- ab 1871: Deutsches Reich, Großherzogtum Hessen, Provinz Oberhessen, Kreis Gießen
- ab 1918: Deutsches Reich (Weimarer Republik), Volksstaat Hessen, Provinz Oberhessen, Kreis Gießen
- ab 1938: Deutsches Reich, Volksstaat Hessen, Landkreis Gießen[54][Anm. 5]
- ab 1945: Amerikanische Besatzungszone,[Anm. 6] Groß-Hessen, Regierungsbezirk Darmstadt, Landkreis Gießen
- ab 1946: Amerikanische Besatzungszone, Hessen, Regierungsbezirk Darmstadt, Landkreis Gießen
- ab 1949: Bundesrepublik Deutschland, Hessen, Regierungsbezirk Darmstadt, Landkreis Gießen
- ab 1977: Bundesrepublik Deutschland, Hessen, Regierungsbezirk Darmstadt, Lahn-Dill-Kreis, Gemeinde Langgöns[Anm. 7]
- ab 1979: Bundesrepublik Deutschland, Hessen, Regierungsbezirk Darmstadt, Landkreis Gießen, Gemeinde Langgöns
- ab 1981: Bundesrepublik Deutschland, Hessen, Regierungsbezirk Gießen, Landkreis Gießen, Gemeinde Langgöns

## Bevölkerung

### Einwohnerstruktur 2011
Nach den Erhebungen des Zensus 2011 lebten am Stichtag dem 9. Mai 2011 in Lang-Göns 6477 Einwohner. Darunter waren 456 (7,0 %) Ausländer. Nach dem Lebensalter waren 1143 Einwohner unter 18 Jahren, 2851 zwischen 18 und 49, 1380 zwischen 50 und 64 und 1095 Einwohner waren älter. Die Einwohner lebten in 2652 Haushalten. Davon waren 759 Singlehaushalte, 789 Paare ohne Kinder und 831 Paare mit Kindern, sowie 213 Alleinerziehende und 60 Wohngemeinschaften. In 447 Haushalten lebten ausschließlich Senioren und in 1947 Haushaltungen lebten keine Senioren.

### Einwohnerentwicklung
Im Jahr 1470 lebten im Dorf 65 Familien, was etwa 300 Einwohnern entspricht. Im Jahr 1502 sind 80 Männer nachgewiesen, 1577 gab es 148 Hausgesesse. Die Bevölkerung wurde den Dreißigjährigen Krieg um etwa ein Viertel reduziert. Im Pestjahr 1628 verloren 300 Einwohner ihr Leben. Seit den 1890er Jahren ist ein starker Anstieg der Einwohnerzahlen zu verzeichnen und nach dem Zweiten Weltkrieg durch den Zuzug von Vertriebenen und Flüchtlingen ein sprunghafter Anstieg.
| • 1502: | 80 Männer                                                                                |
| • 1577: | 148 Hausgesesse                                                                          |
| • 1630: | 9 zweispännige, 36 einspännige Ackerleute, 57 Einläuftige, 14 Witwen, 25 Vormundschaften |
| • 1677: | 141 Hausgesse, davon 11 freie.                                                           |
| • 1742: | 5 Geistliche/Beamte, 232 Untertanen, 40 Jungmannschaften, 5 Beisassen/Juden              |
| • 1806: | 1153 Einwohner, 225 Häuser                                                               |
| • 1829: | 1151 Einwohner, 196 Häuser                                                               |
| • 1867: | 1415 Einwohner, 256 bewohnte Gebäude                                                     |
| • 1875: | 1410 Einwohner, 260 bewohnte Gebäude                                                     |

| Lang-Göns: Einwohnerzahlen von 1791 bis 2021 | Lang-Göns: Einwohnerzahlen von 1791 bis 2021 | Lang-Göns: Einwohnerzahlen von 1791 bis 2021 | Lang-Göns: Einwohnerzahlen von 1791 bis 2021 | Lang-Göns: Einwohnerzahlen von 1791 bis 2021 |
| --- | -------------------------------------------- | -------------------------------------------- | -------------------------------------------- | -------------------------------------------- |
| Jahr |                                              |                                              |                                              | Einwohner                                    |
| 1791 | 1791                                         |                                              | 1.025                                        | 1.025                                        |
| 1800 | 1800                                         |                                              | 1.025                                        | 1.025                                        |
| 1806 | 1806                                         |                                              | 1.153                                        | 1.153                                        |
| 1829 | 1829                                         |                                              | 1.151                                        | 1.151                                        |
| 1834 | 1834                                         |                                              | 1.218                                        | 1.218                                        |
| 1840 | 1840                                         |                                              | 1.401                                        | 1.401                                        |
| 1846 | 1846                                         |                                              | 1.472                                        | 1.472                                        |
| 1852 | 1852                                         |                                              | 1.552                                        | 1.552                                        |
| 1858 | 1858                                         |                                              | 1.571                                        | 1.571                                        |
| 1864 | 1864                                         |                                              | 1.467                                        | 1.467                                        |
| 1871 | 1871                                         |                                              | 1.407                                        | 1.407                                        |
| 1875 | 1875                                         |                                              | 1.410                                        | 1.410                                        |
| 1885 | 1885                                         |                                              | 1.446                                        | 1.446                                        |
| 1895 | 1895                                         |                                              | 1.475                                        | 1.475                                        |
| 1905 | 1905                                         |                                              | 1.629                                        | 1.629                                        |
| 1910 | 1910                                         |                                              | 1.722                                        | 1.722                                        |
| 1925 | 1925                                         |                                              | 1.827                                        | 1.827                                        |
| 1939 | 1939                                         |                                              | 1.999                                        | 1.999                                        |
| 1946 | 1946                                         |                                              | 2.750                                        | 2.750                                        |
| 1950 | 1950                                         |                                              | 3.013                                        | 3.013                                        |
| 1956 | 1956                                         |                                              | 3.056                                        | 3.056                                        |
| 1961 | 1961                                         |                                              | 3.148                                        | 3.148                                        |
| 1967 | 1967                                         |                                              | 3.679                                        | 3.679                                        |
| 1970 | 1970                                         |                                              | 3.674                                        | 3.674                                        |
| 1976 | 1976                                         |                                              | 5.125                                        | 5.125                                        |
| 1978 | 1978                                         |                                              | 5.172                                        | 5.172                                        |
| 1982 | 1982                                         |                                              | 5.755                                        | 5.755                                        |
| 1986 | 1986                                         |                                              | 5.686                                        | 5.686                                        |
| 1990 | 1990                                         |                                              | 5.634                                        | 5.634                                        |
| 1994 | 1994                                         |                                              | 6.261                                        | 6.261                                        |
| 2000 | 2000                                         |                                              | 6.552                                        | 6.552                                        |
| 2004 | 2004                                         |                                              | 6.719                                        | 6.719                                        |
| 2008 | 2008                                         |                                              | 6.638                                        | 6.638                                        |
| 2010 | 2010                                         |                                              | 6.504                                        | 6.504                                        |
| 2011 | 2011                                         |                                              | 6.477                                        | 6.477                                        |
| 2016 | 2016                                         |                                              | 6.499                                        | 6.499                                        |
| 2021 | 2021                                         |                                              | 6.455                                        | 6.455                                        |
| Datenquelle: Historisches Gemeindeverzeichnis für Hessen: Die Bevölkerung der Gemeinden 1834 bis 1967. Wiesbaden: Hessisches Statistisches Landesamt, 1968. Weitere Quellen: ; Zensus 2011 |                                              |                                              |                                              |                                              |

### Historische Religionszugehörigkeit
| • 1830: | 1116 evangelische, 2 katholische, 5 mennonitische, 30 jüdische Einwohner     |
| • 1961: | 2467 evangelische (= 78,37 %), 639 römisch-katholische (= 20,30 %) Einwohner |

### Erwerbstätigkeit
| • 1961: | Erwerbspersonen: 357 Land- und Forstwirtschaft, 700 Produzierendes Gewerbe, 242 Handel, Verkehr und Nachrichtenübermittlung, 222 Dienstleistungen und Sonstiges |

## Politik

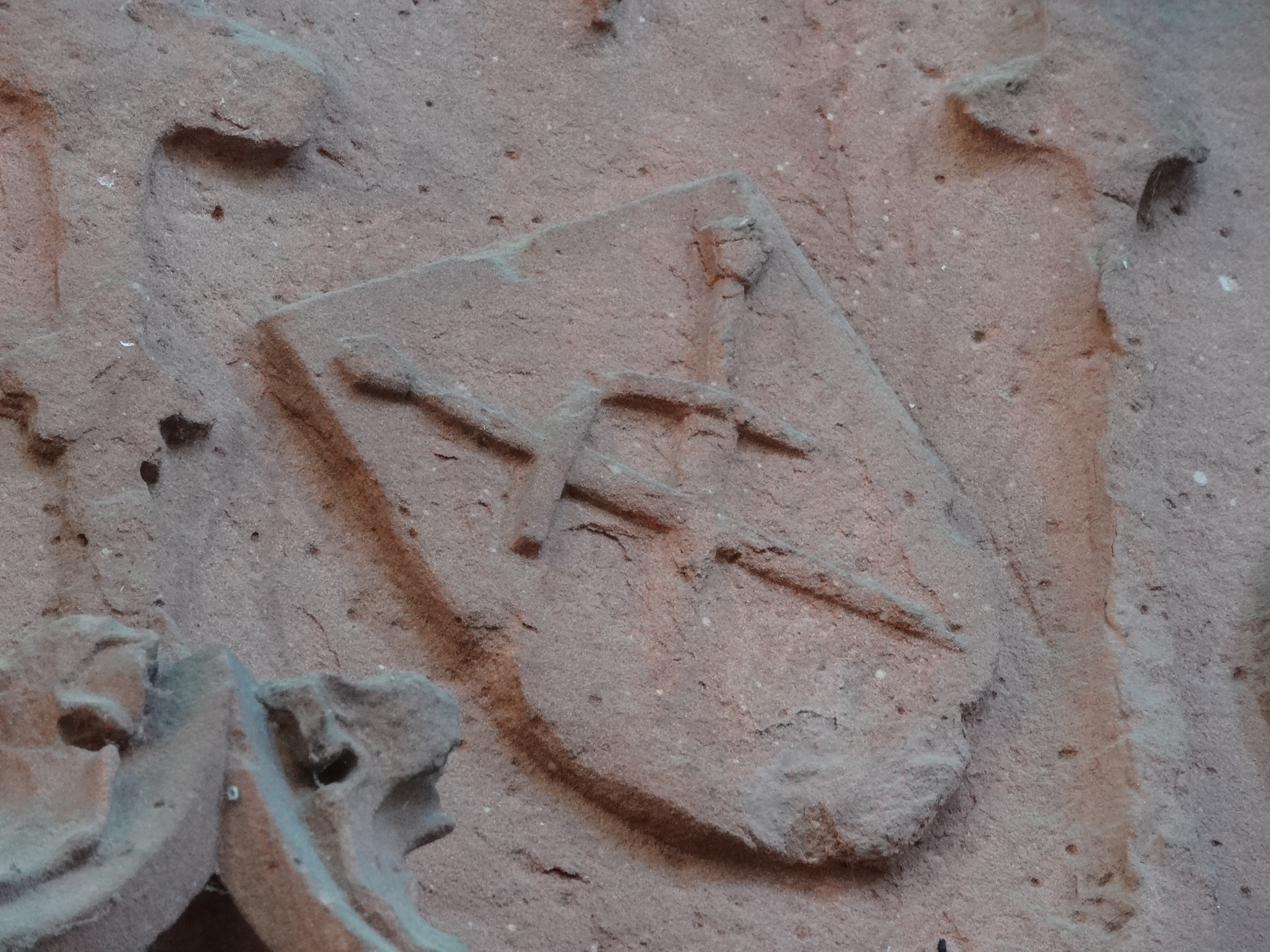
Wappen derer von Göns (zwei gekreuzte Schwerter), Grabdenkmal Johann von Linden und Guda geb. von Bellersheim, 1394, Kloster Arnsburg

### Ortsbeirat
Für Lang-Göns besteht ein Ortsbezirk (Gebiete der ehemaligen Gemeinde Lang-Göns) mit Ortsbeirat und Ortsvorsteher nach der Hessischen Gemeindeordnung.
Der Ortsbeirat besteht aus sieben Mitgliedern. Bei den Kommunalwahlen in Hessen 2021 betrug die Wahlbeteiligung zum Ortsbeirat 49,35 %. Dabei wurden gewählt: neuen Mitglieder der der Liste „Zukunft jetzt“, drei Mitglieder der CDU und je zwei Mitglieder der „Freien Wählergemeinschaft“ (FWG), der SPD und dem Bündnis 90/Die Grünen. Der Ortsbeirat wählte Denise Boller (CDU) zur Ortsvorsteherin.

### Wappen
| Wappen von Lang-Göns | Blasonierung: „In silbernem Schild über einem grünen Dreiberg zwei gekreuzte rote Schwerter.“ |
| Wappen von Lang-Göns | Das Wappen wurde am 15. Dezember 1954 durch das Hessische Ministerium des Innern genehmigt. Der Heraldiker Heinz Ritt entwarf es 1952 im Zuge der 700-Jahr-Feier des Ortes auf der Grundlage des Wappens der Herren von Göns. Es war neben dem Kleeblatt aus den Wappen der weiteren Ortsteile Vorlage zum Gemeindewappen von 1977, das im goldenen Schild über einem grünen Kleeblatt zwei gekreuzte rote Schwerter zeigt. |

### Flagge
Die Flagge wurde am 28. November 1967 durch das Hessische Ministerium des Innern genehmigt.
Flaggenbeschreibung: „Auf breiter roter Mittelbahn, beseitet von schmalen grün-weiß gestreiften Seitenbahnen, im oberen Teil aufgelegt das Gemeindewappen.“

## Kultur und Sehenswürdigkeiten

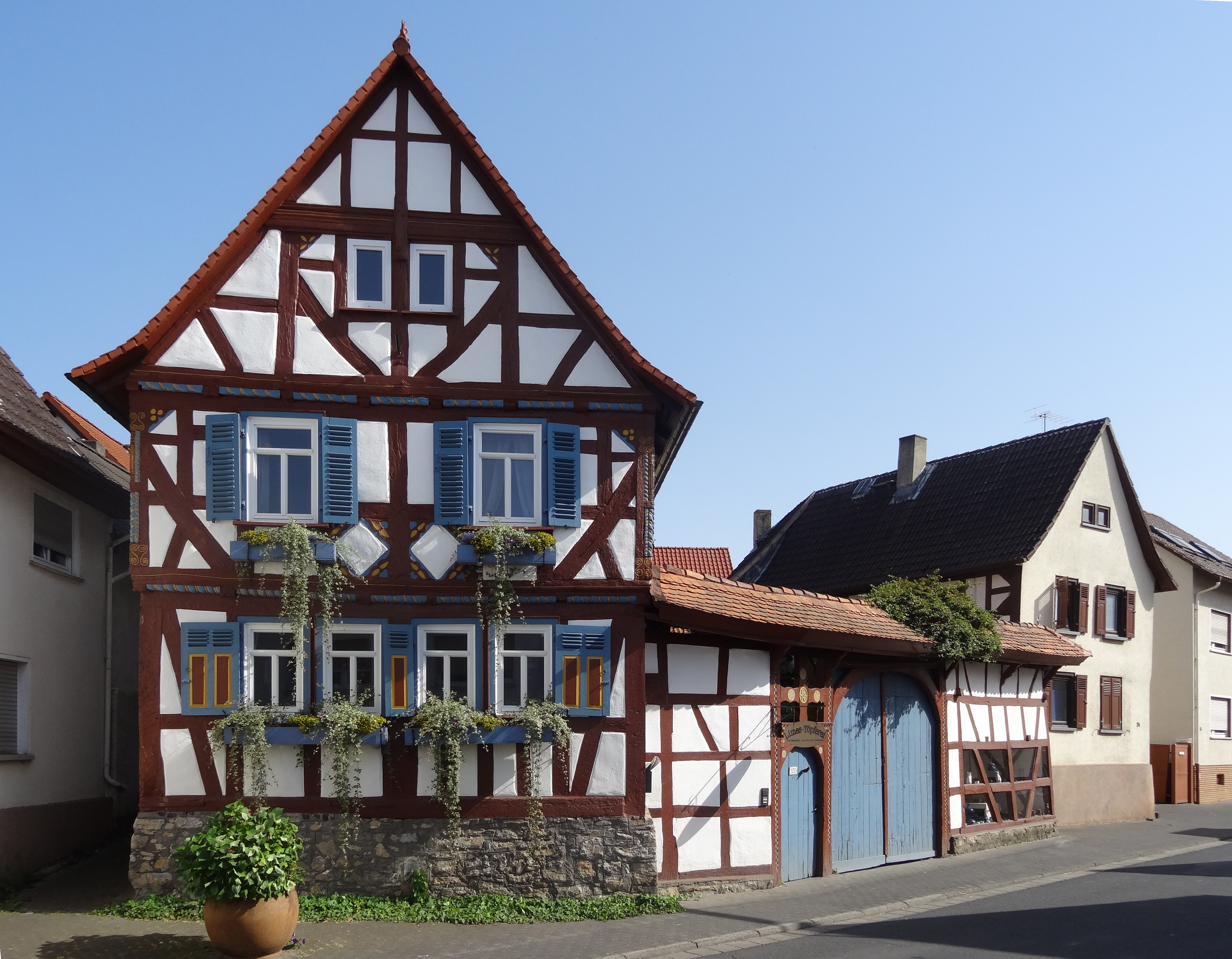
Hofanlage in der Obergasse 32 (17. Jhd.)

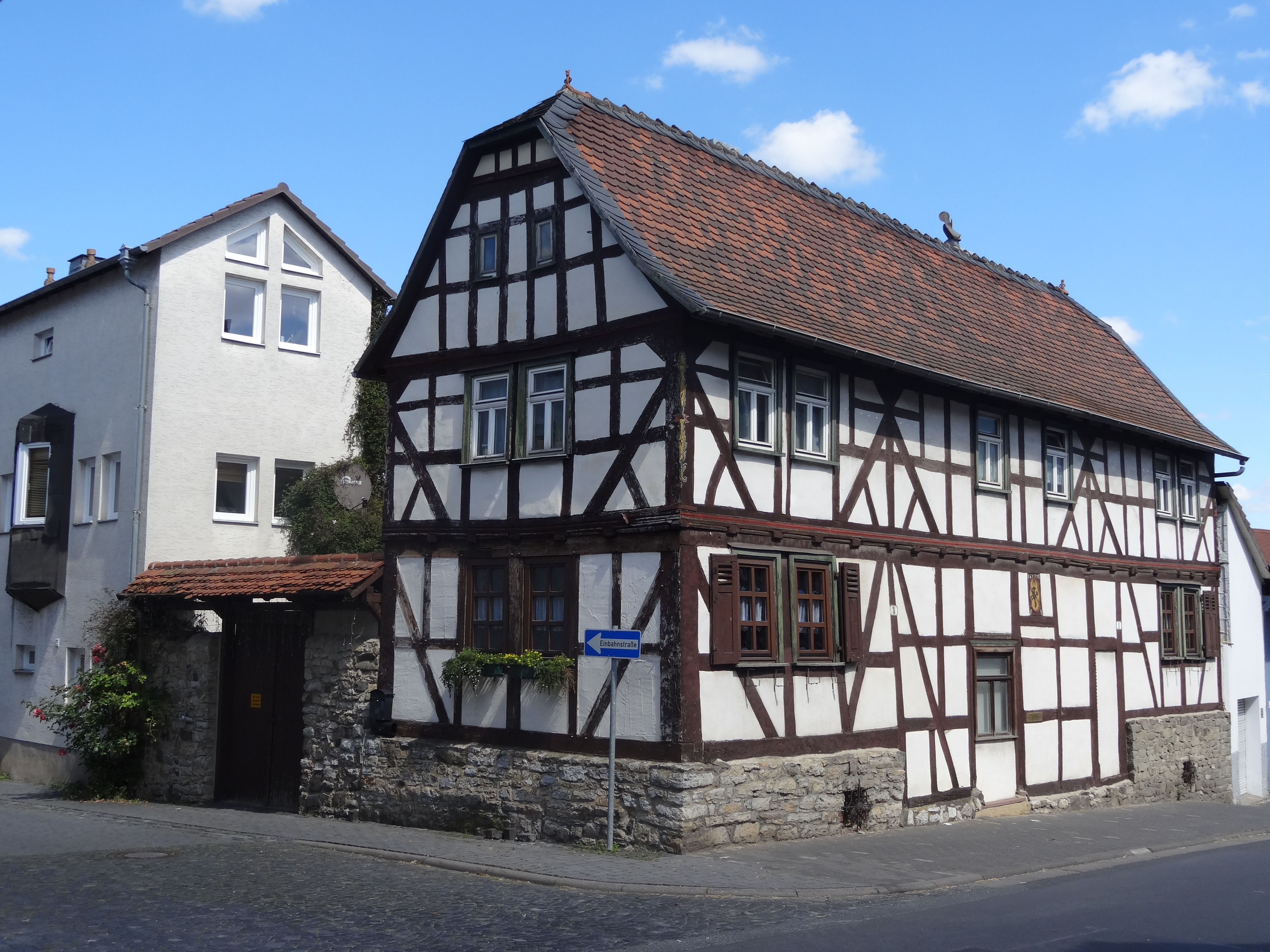
Haus Paradiesgärtlein von 1782

Der spätgotische Chorturm der Jakobuskirche wurde um 1500 errichtet und erhielt 1691 einen verschieferten Turmhelm, der eine Höhe von 48 Meter erreicht. Der massiv aufgemauerte Turmschaft und der oktogonale Turmaufbau sind jeweils dreigeschossig. Das mittelalterliche Kirchenschiff wurde in den 1970er Jahren durch einen Neubau ersetzt. Aus dem Vorgängerbau wurden das Kruzifix aus dem 18. Jahrhundert und 20 Ölgemälde von Daniel Hisgen übernommen, die zuvor die Emporenbrüstung verzierten.
Im historischen Ortskern sind als Kulturdenkmäler etliche Hofanlagen mit Fachwerkhäusern des 18. und 19. Jahrhunderts erhalten. Die älteste Hofanlage aus dem 17. Jahrhundert steht in der Obergasse 32 und zeichnet sich durch ornamentierte Winkelbänder aus. In der Schillerstraße entstanden um 1700 das ehemalige Gasthaus „Zum kühlen Grund“ (Nr. 43) und in der Schillerstraße 57 zur gleichen Zeit ein Fachwerkwohnhaus mit rheinischen Stilelementen. Die exponierte Hofanlage in Schmittgraben 2 stammt aus dem Ende des 18. Jahrhunderts. Dem großzügigen Fachwerkwohnhaus in Ecklage mit überbautem Hoftor ist ein Backhaus angeschlossen. Das Fachwerkwohnhaus Moorgasse 17, ebenfalls aus dem 18. Jahrhundert, hat Eckständer im Obergeschoss mit geschnitzten und kannelierten Viertelsäulen. Das Fachwerkdoppelwohnhaus Paradiesgärtlein ist mit der Jahreszahl 1782 bezeichnet; der Vorgängerbau brannte 1690 ab. Eine Inschrift am Sturzbalken weist auf ein wundersames Ereignis des Jahres 1624 hin. Das giebelständige Fachwerkwohnhaus Obergasse 20 datiert von 1811 und hat Eckständer mit dreiviertelhohen Streben. Das mit Kerbschnittbändern verzierte Hüttenberger Hoftor in der Schillerstraße 24 ist überdacht und hat im Gefach ein Andreaskreuz, das von einer Raute durchzogen ist. Um 1900 wurden mehrere Klinkerwohnhäuser nach städtischem Vorbild errichtet.
Das dreiteilige Bahnhofsgebäude wurde 1879 im Stil des Spätklassizismus gebaut und bestand aus dem Schaltergebäude mit Wartehalle, den Dienstwohnungen und einer Lagerhalle.

## Wirtschaft und Infrastruktur

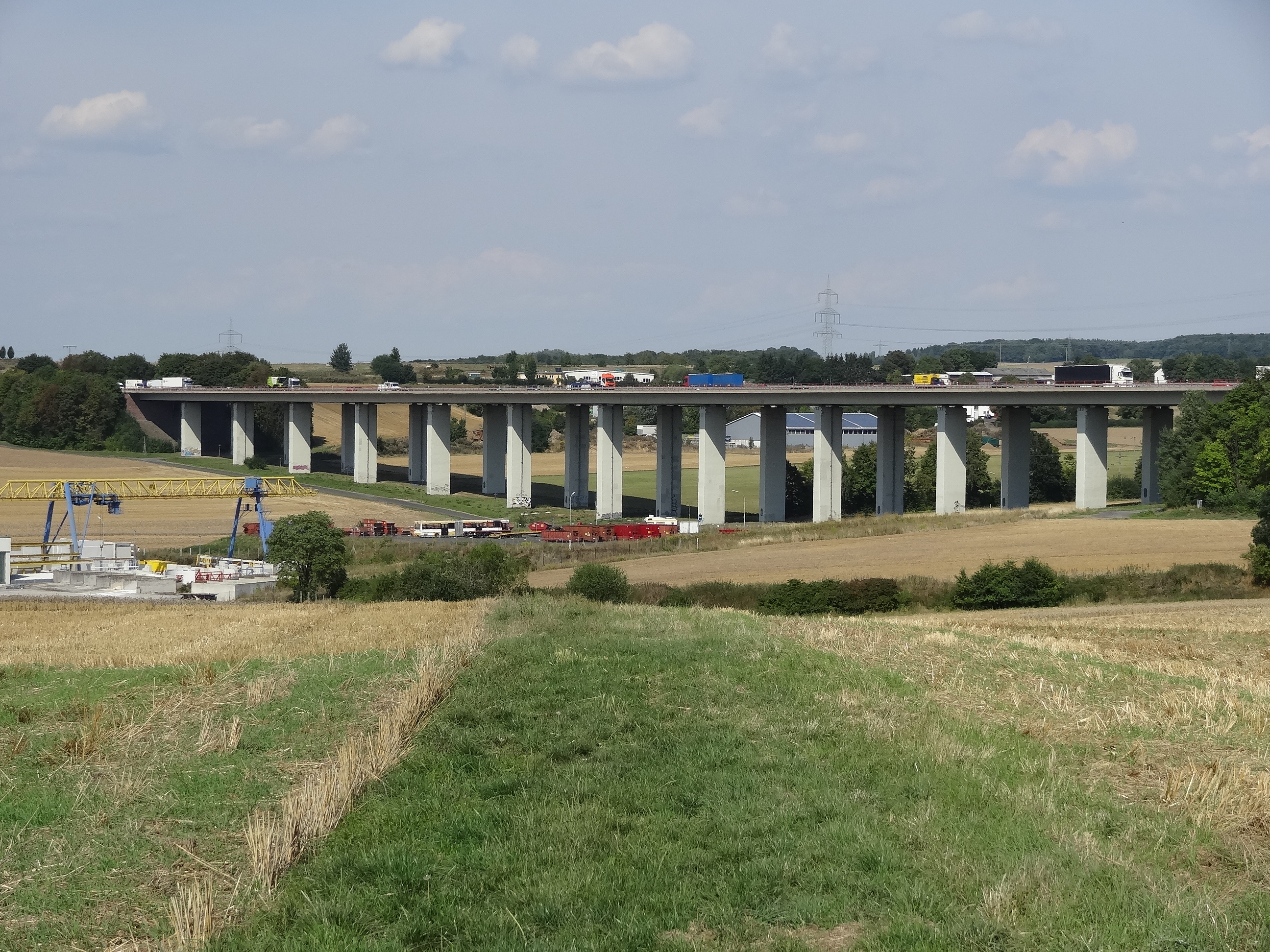
Talbrücke mit der BAB 45

Von Nord nach Süd führt die Main-Weser-Bahn durch den Ort. In Lang-Göns befindet sich ein Bahnhof an dieser Strecke, der abweichend Lang Göns geschrieben wird. Dieses Kuriosum rührt daher, dass zu Beginn des 20. Jahrhunderts Ortsnamen im Großherzogtum Hessen nach eigenen, Bahnhofnamen jedoch nach preußischen Rechtschreibregeln geschrieben wurden. Es gibt ungefähr stündlich bis zweistündlich Verbindungen in Richtung Frankfurt nach Gießen.
Westlich des Ortes führt die Bundesautobahn 485 und im Osten die Bundesautobahn 45 an Lang-Göns vorbei. Im Ort treffen sich die Landesstraßen 3130, 3133, 3360 und 3475.
Im Ort gibt es ein Bürgerhaus, Turnhalle, Großsporthalle, Grundschule, Feuerwehrhaus, zwei Kirchen, Friedhofskapelle, zwei Sportplätze, Spielplätze und drei Kindertagesstätten.
Zahlreiche Unternehmen aus dem Mittelstand schaffen etwa 3000 Arbeitsplätze. In Lang-Göns gibt es 555 Gewerbebetriebe. Im westlichen Gewerbegebiet befindet sich das Briefzentrum 35 der Deutschen Post für den Bereich Gießen/Mittelhessen.